# 보카쥬바위쥐
보카쥬바위쥐(Aethomys bocagei)는 쥐과 쥐아과에 속하는 설치류의 일종이다. 앙골라와 콩고민주공화국에서 발견된다. 자연 서식지는 아열대 또는 열대 건조림과 건조 사바나 지역 그리고 습윤 사바나 지역이다.

## 특징
꼬리 길이 155~198mm를 제외한 몸길이가 137~174mm인 보통 크기의 설치류로 발 길이는 32~37mm, 귀 길이는 23~25mm이다. 등 쪽은 밝은 갈색이고 배 쪽은 쥐색 바탕에 흰색을 띤다. 눈 주위에 둥글게 색이 짙다. 귀는 보통 크기이고 갈색을 띤다. 발 등은 희다.

## 생태
땅 위에서 주로 생활하는 육상성 동물이다.

## 분포 및 서식지
콩고민주공화국과 앙골라 카빈다주를 포함하여 앙골라 북부 해안을 따라 널리 분포한다. 약 해발 1,200m의 열대우림 속의 사바나 지역에서 서식한다.